# Chuit (Musikerin)
Chuit (um 1960 v. Chr.) war eine Harfenistin und Sängerin des Alten Ägyptens.

## Leben und Werk
Im alten Ägypten wirkten viele Frauen als Musikerinnen, eine Position, die einerseits hoch geachtet war, andererseits allen sozialen Schichten offenstand. Musik und Tanz waren eng verknüpft. Viele Musikerinnen traten nackt oder spärlich bekleidet auf, in nahezu durchsichtigen weißen Kleidern. Sie trugen schwarze Perücken und dunkle Lidschatten. Die Musikerinnen bewegten sich im Takt zur Musik – auf akrobatische Weise. Die Sängerinnen traten sowohl bei religiösen Zeremonien auf als auch im Rahmen von Festlichkeiten.
Chuit war eine Musikerin, die während der 12. Dynastie lebte und wirkte. Überliefert ist sie aufgrund einer Wandmalerei in der Grabkapelle von Senet, Mutter oder Gemahlin von Antefiqer, einem Wesir dieser Periode und einem der bestbezeugten Beamten des Mittleren Reiches. Sie wird dort als „Sängerin Chuit, Tochter des Maket“, bezeichnet. Neben ihr abgebildet ist der Sänger Didumin, beide unterhalten Antefiqer mit Harfenspiel und Gesang. Ihre Gesänge sind Hathor, der goldnen Göttin, gewidmet – und dem Wesir, dem sie langes Leben und Gesundheit wünschten.

## Kunst des 20. Jahrhunderts
Chuit zählt zu den 999 Frauen, die von Judy Chicago 1979 für die Bodenfliesen ihres Kunstwerks The Dinner Party ausgewählt wurden. Ihr Name ist dort verknüpft mit der Pharaonin Hatschepsut, die etwa 400 Jahre nach Chuit lebte.